# Земство обедает
«Зе́мство обе́дает» — картина русского художника Григория Мясоедова (1834—1911), оконченная в 1872 году. Хранится в Государственной Третьяковской галерее в Москве (инв. 639). Размер — 74 × 125 см (по другим данным, 75 × 125,5 см). На полотне изображены крестьянские представители уездного земского собрания: их обед составляет простой хлеб с луком и солью, в то время как не показанная на картине дворянская часть земства обедает в помещении. Употребляются также другие названия: «Уездное земское собрание в обеденное время» и «Земский обед».
Картина «Земство обедает», над которой Мясоедов работал в период 1871—1872 годов, была представлена на 2-й выставке Товарищества передвижных художественных выставок («передвижников»), открывшейся в Санкт-Петербурге в декабре 1872 года. Произведение Мясоедова произвело хорошее впечатление — его называли «одной из лучших и содержательнейших картин на современную тему». В 1873 году полотно было приобретено у художника Павлом Третьяковым, по просьбе которого в 1876 году Мясоедов произвёл доработку картины. В 1878 году полотно «Земство обедает» было включено в состав российской экспозиции на Всемирной выставке, проходившей в Париже.
Критик Владимир Стасов называл полотно «Земство обедает» одним из самых значительных произведений Мясоедова, а также «истинно современной „хоровой“ картиной», в которой «присутствовала также нота негодования и сатиры». Искусствовед Ирина Шувалова писала, что «Земство обедает» — «высшее достижение всей творческой жизни Мясоедова, самая капитальная, самая значительная его картина», представляющая собой важнейшую веху в его творчестве, которая (наряду с такими произведениями 1870-х годов, как «Бурлаки на Волге» Ильи Репина и «Ремонтные работы на железной дороге» Константина Савицкого) определила «новый этап в развитии русской реалистической жанровой живописи».

## История

### Предшествующие события и работа над картиной

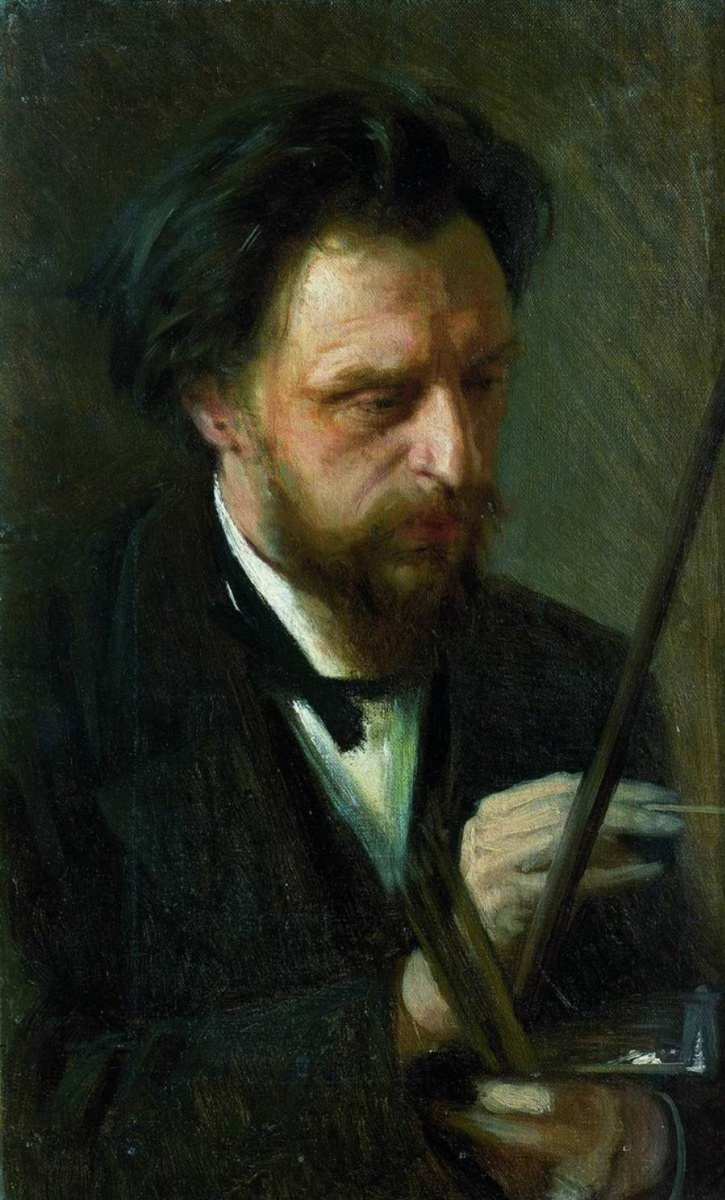
И. Н. Крамской. Портрет Г. Г. Мясоедова (1872, ГТГ)

В 1853—1862 годах Григорий Мясоедов учился в Академии художеств в классе исторической живописи, где его наставниками были Тимофей Нефф и Алексей Марков. В 1862 году за полотно «Бегство Григория Отрепьева из корчмы на литовской границе» (ныне в ВМП) Мясоедов был удостоен большой золотой медали Академии художеств. Вместе с этой наградой он получил звание классного художника 1-й степени, а также право на пенсионерскую поездку за границу. В 1863—1866 годах художник работал в Италии, Франции и Испании, также посетил Германию, Бельгию и Швейцарию. В мае 1866 года Мясоедов вернулся в Россию, а весной 1867 года опять уехал за границу, сначала в Париж, а затем во Флоренцию. В марте 1869 года Мясоедов возвратился в Россию, в последующие годы жил и работал в Москве, Санкт-Петербурге, Тульской, Харьковской и Полтавской губерниях, а также в Крыму; в 1870 году за картину «Заклинания» получил звание академика исторической живописи. Мясоедов был одним из организаторов основанного в 1870 году Товарищества передвижных художественных выставок («передвижников»), первая выставка которого открылась в ноябре 1871 года в Санкт-Петербурге (на ней экспонировались две картины Мясоедова — «Дедушка русского флота» и «По ягоды»).
Над картиной «Земство обедает» Мясоедов работал в период 1871—1872 годов. По словам самого художника, он «хотел приблизиться в „Земстве“ к реальному и повседневному». Долгое время считалось, что не сохранилось свидетельств и документов, проливающих свет на историю создания этого полотна. В частности, в опубликованной в 1971 году монографии о творчестве Мясоедова искусствовед Ирина Шувалова писала: «К сожалению, нам неизвестна история создания этого произведения. Не сохранилось ни одного подготовительного наброска, нет никаких письменных свидетельств художника или его друзей о том, как и где протекала работа над картиной».
В публикациях конца 2000-х — начала 2010-х годов искусствовед Анатолий Хворостов рассказал о том, как ему удалось установить некоторые детали, связанные с работой Мясоедова над картиной. Отец художника — Григорий Андреевич Мясоедов — был мелкопоместным дворянином, и его имение находилось в селе Паньково Новосильского уезда Тульской губернии (ныне в составе Новодеревеньковского района Орловской области). Предположив, что и самому художнику время от времени приходилось по делам, связанным с отцовским поместьем, посещать уездный центр — город Новосиль, Хворостов обратился в Новосильский краеведческий музей с просьбой о помощи в идентификации здания, изображённого на полотне «Земство обедает». Директор музея Мария Андреевна Казначеева сообщила, что «уездное земство было полностью разрушено во время войны, а после восстановления утратило свой прежний облик», при этом фотографий старого здания не сохранилось. Дополнительная информация нашлась в хранящемся в фондах музея письменном свидетельстве Анания Семёновича Ремнёва — уроженца села Паньково, работавшего в здании бывшего земства в первые послереволюционные годы. Обсуждая картину «Земство обедает», Ремнёв писал: «Крыльцо и вообще фасад здания, расположение окон точно напоминает мне здание бывшего Новосильского земства. Видимо, его Мясоедов видел и положил на полотно».

### 2-я передвижная выставка и продажа картины
Полотно было представлено на 2-й выставке Товарищества передвижных художественных выставок («передвижников»), открывшейся в 26 декабря 1872 года в Санкт-Петербурге. Изначально картина была известна под названием «Уездное земское собрание в обеденное время». Произведение Мясоедова понравилось зрителям, посетившим передвижную выставку, — его называли «одной из лучших и содержательнейших картин на современную тему». Художник Иван Крамской в письме к Василию Перову сообщал свои впечатления от выставки: «Пейзажный отдел и отдел портретов — блистательный жанр — средний и даже положительно хорош. А картина Мясоедова — прекрасная». Тем не менее встречались и критические отзывы. В частности, в обзоре, опубликованном в журнале «Отечественные записки», писатель Павел Ковалевский, отдавая должное намерению Мясоедова «передать далеко не комическое, а совсем иного свойства, положение членов земской управы», при этом отмечал, что художник «пришёл к своей картине не готовый: идеалист по призванию и по манере, он не совладал с будничной покорностью простой, непротестующей и неказистой драмы в её реально-грубой оболочке». В связи с тем, что картины 2-й передвижной выставки не были показаны в Москве, некоторые из них, в том числе и «Земство обедает», были включены в московскую часть 3-й выставки, открывшуюся 2 апреля 1874 года.

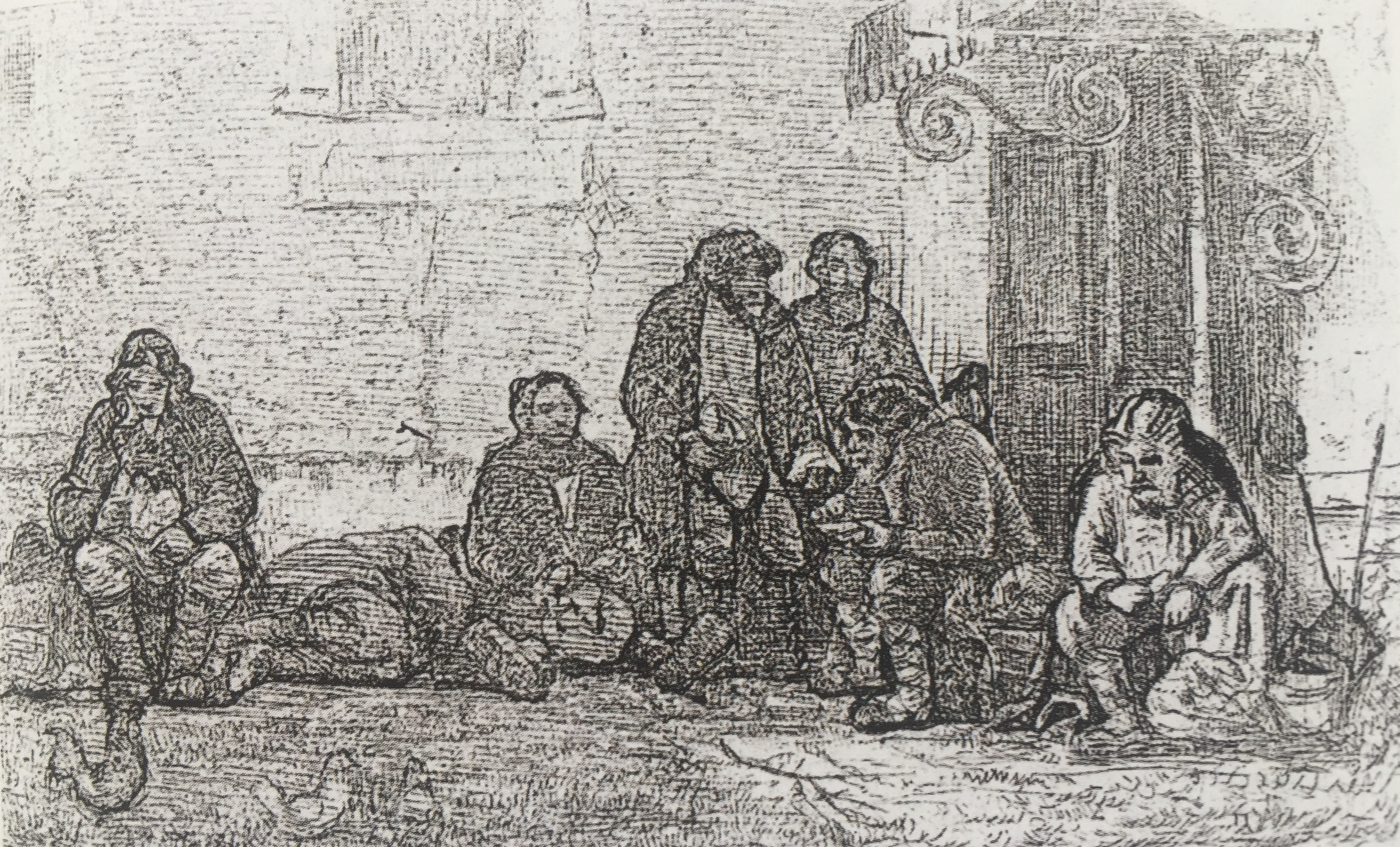
Гравюра с первого варианта картины «Земство обедает» (1873)

После открытия 2-й Передвижной выставки в Санкт-Петербурге свой интерес к приобретению картины «Земство обедает» выразил Павел Третьяков. В письме к Третьякову, написанном в январе 1873 года, Мясоедов писал: «Мне, конечно, приятно Ваше желание поместить мою работу в Вашу галерею, и, считая за честь попасть в Вашу коллекцию, я готов сделать всевозможную уступку из назначенной цены; цена, объявленная мною Академии за „Земский обед“, 1200. Но так как Академия до сих пор ничего определённого не говорит и так как мне гораздо приятнее быть у Вас, а не в Академии <…>, то я понижаю до 1000 рублей». В том же письме Мясоедов просил Третьякова: «Будьте добры, Павел Михайлович, сообщите Ваши окончательные намерения, чтобы я мог свободно распоряжаться своими поступками и чтобы меня не смущало напрасное желание попасть в Вашу коллекцию».
Павел Третьяков продолжил переговоры о цене и предложил художнику продать картину за 900 рублей. В ответ на это предложение в письме к Третьякову от 11 января 1873 года Мясоедов писал: «Моё искреннее желание, многоуважаемый Павел Михайлович, сделать всевозможную уступку, чтобы только сойтись к обоюдному удовольствию; хотя сто рублей гораздо более значат для меня, чем для Вас…» Художник соглашался получить за картину 900 рублей, но «чистыми», без учёта тех 5 % (45 рублей), которые он должен был заплатить Товариществу, — таким образом, он просил Третьякова увеличить цену до 945 рублей. В том же письме Мясоедов писал: «Итак, я думаю, Павел Михайлович, что 45 рублей не остановят Вас, и я буду иметь удовольствие видеть себя в Вашей галерее, а также навесить ярлычок, на котором будет стоять продана, и одной заботой на душе будет менее». Переговоры завершились тем, что Третьяков согласился приобрести полотно «Земство обедает» за 945 рублей.

### Доработка картины и последующие события
Тем не менее картина чем-то не удовлетворяла Третьякова, и в 1876 году он выразил желание её продать, причём даже за меньшую сумму, чем сам за неё заплатил. Обеспокоенный таким развитием событий Мясоедов, который в то время находился в Харькове, в письме от 9 декабря 1876 года писал Третьякову: «Уверяю Вас, Павел Михайлович, что я очень доволен, что моя картина у Вас, а не у кого другого. Жалею, что Вы разочаровались в „Земстве“…» Из более раннего письма, датируемого сентябрём 1876 года, следует, что Мясоедов предлагал Третьякову оставить в виде залога 500 рублей (из двух тысяч, которые тот обещал уплатить за полотно «Чтение Положения 19 февраля 1861 года»), чтобы «покрыть потерю, могущую произойти при продаже моей прежней картины».
В конце концов Третьяков решил не избавляться от картины «Земство обедает», но при этом обратился к художнику с просьбой внести в полотно некоторые изменения. Мясоедов согласился, и в своём письме, датируемом декабрём 1876 года, написал Третьякову: «Всякое исправление в картине „Земский обед“ я готов сделать, и, если бы Вы нашли возможность прислать её теперь же, я занялся бы ею…», «я сделаю всё, что смогу, чтобы устранить те недостатки, которые в ней замечаются». В том же письме Мясоедов дал подробные инструкции по поводу пересылки полотна в Харьков, попросив «вынуть „Земство“ из рамы для безопасности и прислать её тотчас по железной дороге на станцию, а квитанцию в дом Волжско-Камского банка на Рыбную улицу», где он проживал. Через некоторое время художник сообщил Третьякову: «Картина, высланная Вами для исправления, „Земский обед“[,] получена мною в совершенной исправности, по исправлении всего, что можно, немедленно вышлю её к Вам».
Одним из замечаний, высказанных Третьяковым, было то, что, по его мнению, в столь серьёзном по замыслу полотне не вполне уместно выглядели изображённые на переднем плане куры. Отвечая Третьякову, Мясоедов писал: «Думаю, что не куры мешают, а некоторые другие малые недостатки, которые Вы тоже, вероятно, не найдёте лишними». По мнению художника, основная проблема заключалась не в курах, а в петухе, присутствовавшем в первом варианте композиции. По словам Анатолия Хворостова, «игривая походка куриного ухажёра в направлении кур не оставляла сомнений в его намерениях», и это мешало зрителям сосредоточиться на понимании серьёзности сюжета и композиции. Помимо удаления петуха, Мясоедов также поработал над образами практически всех крестьян, изображённых на картине, а также внёс некоторые изменения в изображение верхней части крыльца. Различия между вариантами 1872 и 1876 годов можно выявить путём сравнения нынешнего полотна с гравюрой с первого варианта картины, опубликованной в «Иллюстрированном каталоге второй передвижной художественной выставки», изданном в Санкт-Петербурге в 1873 году. Переработанный вариант картины удовлетворил Павла Третьякова, и он оставил его в своём собрании.
В 1878 году две картины Григория Мясоедова — «Земство обедает» и «Чтение Положения 19 февраля 1861 года» — экспонировались в отделе русского искусства на Всемирной выставке в Париже. В каталоге парижской выставки полотно фигурировало под французским названием «Intervalle d’une séance du Zemstvo (Assemblée provinciale)» (G. G. Miassoïédoff).
По некоторым предположениям, именно полотно «Земство обедает» могло подсказать сюжет для рассказа Всеволода Гаршина «Подлинная история энского земского собрания» (1876), который близок картине Мясоедова «по силе обличения» и «по сатирической остроте содержания». Также отмечалось то, что злободневность темы, публицистическая окраска и «своеобразная жанровая очерковость» произведения Мясоедова сближают его с творчеством таких писателей-народников, как Николай Златовратский и Николай Каронин-Петропавловский.

## Сюжет и описание

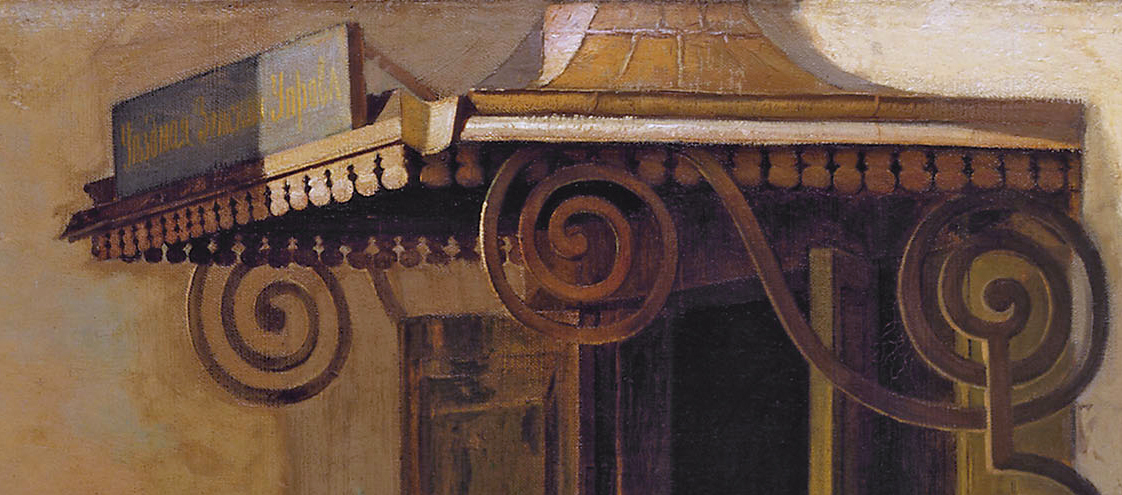
Верхняя часть крыльца с надписью «Уездная земская управа» (деталь картины)

Действие происходит на фоне светлой стены дома, над крыльцом которого находится надпись «Уездная земская управа». Стена старая, с трещинами и местами осыпавшейся штукатуркой, в одном месте на ней кто-то начертил человечка. Светит яркое полуденное солнце. У стены и крыльца расположились отдыхающие и обедающие крестьяне. Их фигуры расположены строго фронтально, в один ряд; в картине не наблюдается никакого внешнего действия. Тем не менее впечатление, что на полотне показана «обыденная сцена тихой провинциальной жизни», обманчиво. Присмотревшись повнимательнее, можно увидеть, что у сидящих и стоящих крестьян «сосредоточенно-задумчивые хмурые лица».

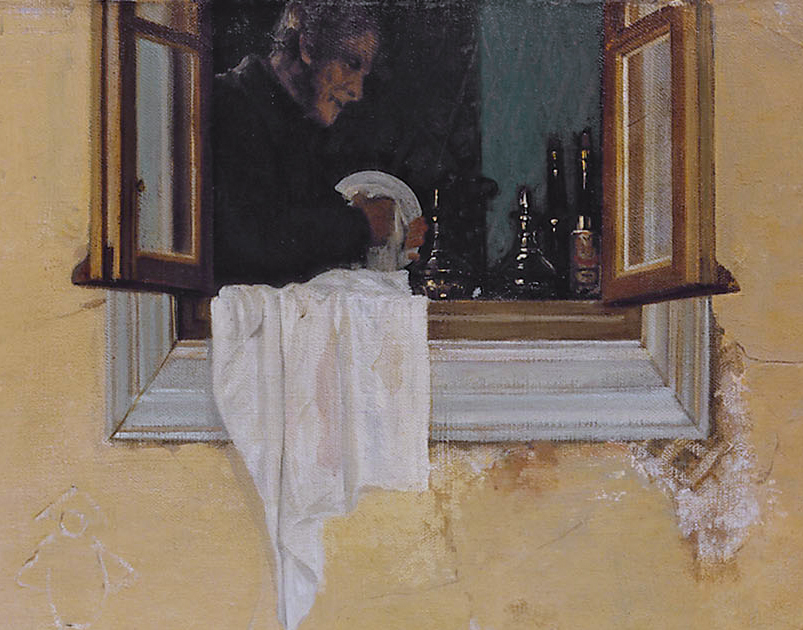
Лакей в окне (деталь картины)

С первого взгляда крестьян можно принять за ожидающих приёма ходоков-просителей, но это не так: на картине художник изобразил не ходоков, а крестьянскую часть земства — приехавших для участия в уездном земском собрании мужиков-гласных. Земства стали появляться в отдельных губерниях и уездах Российской империи после земской реформы 1864 года. В частности, в Тульской губернии уездные земские управы были открыты в декабре 1865 года. Земствам было предоставлено право принимать и исполнять решения по определённым хозяйственным и культурно-просветительным вопросам. Несмотря на то, что крестьяне получили право избирать своих гласных для участия в земских собраниях, главенствующая роль в них оставалась за представителями землевладельцев. Представители этой более состоятельной, «дворянской» части земства на картине не показаны. По всей видимости, их трапеза происходит в здании земской управы, в открытом окне которого виден вытирающий тарелки лакей (половой); с окна свешивается влажное полотенце, а у подоконника стоит батарея бутылок с винами и наливками. Тем самым на примере участвующих в работе земского собрания крестьян и землевладельцев художник показывает фактическое неравенство различных сословий. Тем не менее он «избегает какой-либо декларативности, назойливого морализирования» и предлагает зрителям самостоятельно сделать выводы на основе изображённой им сцены.

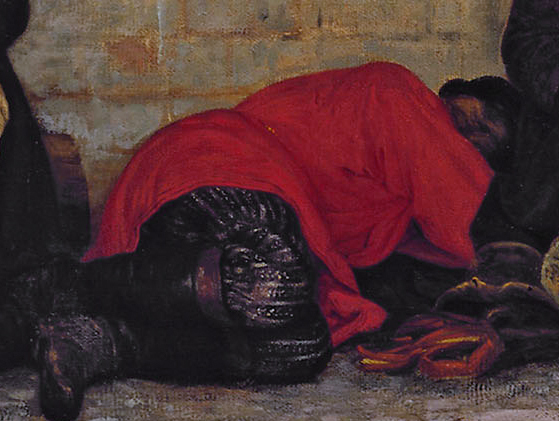
Спящий крестьянин (деталь картины)

Из представителей крестьянской части земства наиболее ярким является образ крестьянина со светлыми волосами, сидящего у крыльца в самой правой части картины. Он глубоко задумался, машинально сжимая в правой руке кусок хлеба. Его фигура слегка выдвинута на передний план и освещена солнцем. Часть лица крестьянина тоже освещена, а другая находится в тени: получившийся световой контраст подчёркивает эмоциональную выразительность его образа. Возможно, такой приём был использован Мясоедовым для того, чтобы показать сомнения и думы, в которые погружён крестьянин. По мнению Анатолия Хворостова, «свет здесь всё же побеждает тень»: «так и кажется, что он сейчас встанет, расправит плечи, сделает шаг к солнцу, к свету и поведёт за собой собратьев». По словам Ирины Шуваловой, в облике этого крестьянина можно увидеть «и ущемленное достоинство, и нравственную силу, и душевное благородство». Впоследствии Мясоедов использовал похожий образ в этюде «Крестьянин-косарь» (холст на картоне, масло, 37 × 17 см, ГТГ, инв. 21969), написанном в период работы над картиной «Страдная пора. Косцы» (1887, ГРМ). Хотя обе фигуры исполнены в похожей цветовой гамме, они различаются тем, что сидящий крестьянин погружён в глубокие раздумья, в то время как косарь, изображённый на этюде, полон сил и энергии.
Другой мужчина, также сидящий на крыльце, грустно задумался, посыпая хлеб солью. Её ему предлагает стоящий возле него крестьянин, в дружелюбном жесте и открытом выражении лица которого проявляется искреннее желание помочь своему товарищу. Характерно внимание художника к деталям — таким, как заскорузлые руки, бережно посыпающие хлеб солью, а также две тряпицы, в которые завёрнута сама соль. Рядом с этими двумя крестьянами — опирающийся на палку старик, взгляд которого полон горечи. Он является одним из самых ярких образов полотна: в его сгорбленной от многолетнего труда фигуре и изборожденном морщинами лице «можно прочитать простую и горькую историю его жизни». В центре картины, под открытым окном, изображён добродушный крестьянин «с живым, лукавым взглядом», который держит в руке пучок молодого зелёного лука. Он насторожился, прислушиваясь к тому, что происходит в комнате над ним, — возможно, к звону перетираемой посуды. Левее него лежит крестьянин в яркой кумачовой рубахе. Его одежда выглядит новее, чем у других крестьян, — возможно, он самый молодой из них. Он спит, положив голову на котомку, его лица почти не видно. Образ крестьянина, сидящего у стены в самой левой части картины, своими позой, взглядом и наклоном головы, а также «какой-то особой самоуглублённостью» созвучен светловолосому крестьянину в голубой рубахе, сидящему на крыльце в правой части полотна. По словам Ирины Шуваловой, «их схожие, симметрично расположенные по краям фигуры уравновешивают и замыкают центральную группу, придавая композиции устойчивость и завершённость». Искусствовед Михаил Алпатов также отмечал, что «двое по краям намеренно посажены строго фронтально, симметрично — в этом попытка придать сцене монументальность».
Фрагменты картины «Земство обедает»
При выборе композиционного решения полотна Мясоедов отказался от классических приёмов сценического построения пространства и расстановки действующих лиц; по словам искусствоведа Наталии Масалиной, он «взял как бы часть жизни, ограничив её рамой». Пространство в картине свободно «растекается» вправо, влево и вверх, а сзади ограничено облупленной стеной дома. Фигуры крестьян, расположенные на фоне этой стены, приобретают особую выразительность и привлекают внимание зрителей. Тень слева от здания и пятно солнечного света в правой части создают эффект «отодвигания» сцены вглубь пространства полотна, в результате чего она принимает естественный и непринуждённый вид. Действие происходит на открытом воздухе и при сильном освещении, вследствие чего яркость красок теряет свою интенсивность. Для передачи этого эффекта художник применяет «разбелку»: по словам Масалиной, «слепящее солнце как бы помогает ему гасить яркие краски, которые были бы несовместимы с характером произведения». В целом композиция полотна статична, а расположенные в ряд фигуры крестьян психологически связаны друг с другом.

## Отзывы и критика
Художественный критик Владимир Стасов в статье «Двадцать пять лет русского искусства», опубликованной в 1883 году, называл полотно «Земство обедает» одним из самых значительных произведений Мясоедова, а также «истинно современной „хоровой“ картиной». По мнению Стасова, в этом полотне «присутствовала также нота негодования и сатиры». Описывая сюжет картины, Стасов писал, что крестьяне, одетые в зипуны и сермяги, обедают хлебом и луком в ожидании, пока их более обеспеченные товарищи «кончат своих жареных фазанов и шампанское и уже потом пожалуют судить и рядить с „этими“ о всех важных делах».

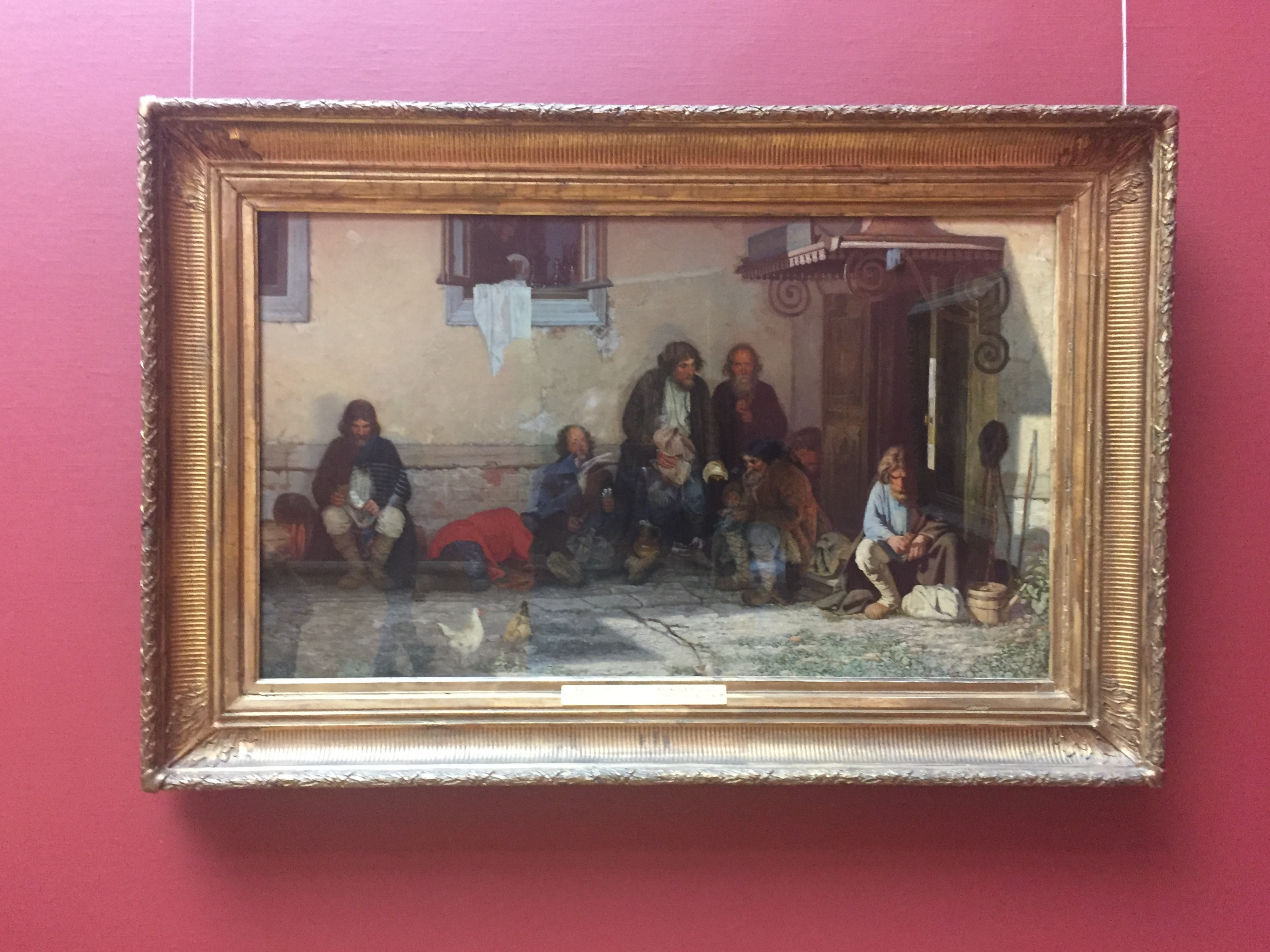
Картина «Земство обедает» в ГТГ

Художник и критик Александр Бенуа в книге «История русской живописи в XIX веке», первое издание которой вышло в свет в 1902 году, признавал видную роль Мясоедова в истории русского изобразительного искусства не только как «главного зачинщика и организатора Передвижных выставок», но и в качестве автора «двух наиболее прогремевших когда-то в передвижническом стане произведений» — «Земство обедает» и «Чтение Положения 19 февраля 1861 года». Тем не менее Бенуа подверг критике первое из этих произведений: описывая сюжет картины «Земство обедает», в котором подразумевается неравенство богатых и бедных членов собрания, он отмечал, что она «может прямо служить образчиком фальшивого „передвижнического стиля“».
В изданной в 1971 году монографии о творчестве художника искусствовед Ирина Шувалова писала, что картина «Земство обедает» — «высшее достижение всей творческой жизни Мясоедова, самая капитальная, самая значительная его картина», представляющая собой важнейшую веху в его творчестве. Рассматривая «Земство обедает» в одном ряду с такими полотнами 1870-х годов, как «Бурлаки на Волге» Ильи Репина и «Ремонтные работы на железной дороге» Константина Савицкого, Шувалова писала, что эти произведения определили «новый этап в развитии русской реалистической жанровой живописи». Шувалова также отмечала, что картина «Земство обедает», на которой запечатлена важная страница жизни пореформенной России, стала «неотъемлемой частью большого и славного художественного наследия передвижничества».
Сравнивая творчество Григория Мясоедова и Василия Перова, искусствовед Виталий Манин отмечал, что картина «Земство обедает» открыла «следующую за Перовым страницу изобличительного искусства». По словам Манина, «то, что у Перова носило прямое и недвусмысленное обличение» (присутствовавшее в таких произведениях 1860-х годов, как «Тройка», «Утопленница» и «Проводы покойника»), Мясоедов в своём «Земстве» показывает косвенно, выделяя только одну сторону во взаимоотношении двух сословных состояний, но в то же время подразумевая другую путём мысленного противопоставления. Отмечая «униженное состояние» ожидающих окончания барского обеда крестьян, а также их кажущуюся покорность и неторопливую рассудительность, Манин отмечал, что «этот истинно бытовой план показан вне действия, он углублён в психологическое состояние, и этим намечен ещё один подход в разрешении бытового жанра».